# Hutauruk (Tarutung)
Hutauruk is een bestuurslaag in het regentschap Tapanuli Utara van de provincie Noord-Sumatra, Indonesië. Hutauruk telt 553 inwoners (volkstelling 2010).